# Milutin Sredojević
Milutin Sredojević, cyr. Mилутин Cpeдojeвић (ur. 1 września 1969 w Prokuplje) – serbski piłkarz, grający na pozycji napastnika, a obecnie trener piłkarski.

## Kariera
Większość kariery piłkarskiej spędził w niższych ligach Słowenii i Serbii. W wieku 25 lat zakończył karierę i został trenerem FK Palić. Prowadził jeszcze kilka innych serbskich klubów, a w 2001 roku przez kilka miesięcy był selekcjonerem reprezentacji Jugosławii U-20. W tym samym roku wyjechał do Afryki, gdzie pracuje do dziś. Z Villa SC trzykrotnie zdobył mistrzostwo Ugandy. Saint-George SA zaś doprowadził do mistrzostwa Etiopii. W 2006 roku doprowadził Orlando Pirates do półfinału Afrykańskiej Ligi Mistrzów. Sukces ten powtórzył w 2011 roku z Al-Hilal Omdurman. Od 1 listopada 2011 do 17 kwietnia 2013 prowadził reprezentację Rwandy, a od 22 maja 2013 był selekcjonerem reprezentacji Ugandy, którą wprowadził do Pucharu Narodów Afryki 2017. Drużyna Żurawi do turnieju o mistrzostwo Afryki powróciła po 39 latach nieobecności. W fazie grupowej zawodów Uganda przegrała po 0:1 z Ghaną i Egiptem oraz zremisowała 1:1 z Mali i odpadła z dalszej rywalizacji.
W lipcu 2017 Sredojević rozwiązał kontrakt z ugandyjską federacją, ze względu na zaległości finansowe wobec niego. 3 sierpnia Serb ponownie został szkoleniowcem Orlando Pirates.